# 阿诺德体育节
IFBB阿诺德体育节（Arnold Sports Festival），又称阿诺德·施瓦辛格体育节（Arnold Schwarzenegger Sports Festival），是國際健美總會每年在美国俄亥俄州哥伦布举办一次的体育运动节，有专业健美（阿诺德经典赛）、大力士（阿诺德大力士经典赛）、健身、健体和比基尼等不同项目。它成立于1989年，以阿诺德·施瓦辛格的名字命名。

## 历史
赛事创办于1989年，以阿诺德·施瓦辛格的名字命名，最初只是一项健美比赛。
2020年3月3日，为预防COVID-19，俄亥俄州州长麥克·德文在没有任何病例或死亡报告之前取消了大部分阿诺德体育节项目，当时这一举措在当地被视为过于激进。 